# Pterula
Pterula es un género de hongos en la familia Pterulaceae. El género posee una amplia distribución, especialmente en regiones tropicales, y contiene unas 50 especies.